# Eva Moreno
Eva Moreno (Caracas, 21 de septiembre de 1933 - ibidem, 10 de octubre de 2005) fue una actriz venezolana.

## Biografía
Sus comienzos en los medios audiovisuales venezolanos fueron como modelo de televisión. Luego incursionó en la radio como locutora, animadora y posteriormente actriz de radionovelas.
En los años 56-57 debutó en televisión como extra en programas musicales de la época y en dramáticos. Poco a poco se fue preparando como actriz de telenovelas o lo que ella denominaba teleteatros. Llegó el momento en el que alternaba la locución con la actuación.
La telenovela Historia de tres hermanas fue el dramático que marcó su debut como protagonista en la pantalla chica venezolana, al lado de Raúl Amundaray, Doris Wells y Eva Blanco. A partir de este momento, fue protagonista de telenovelas por diez años. Radio Caracas Televisión fue la primera planta televisiva que tuvo a esta actriz en sus instalaciones. Luego realizó trabajos con Venezolana de Televisión y Venevisión.
Una de sus últimas actuaciones fue en una de las más exitosas piezas de teatro: la versión venezolana de Monólogos de la vagina, en la temporada 2002-2003, en la que compartió las tablas con cinco actrices de alto nivel: Carlota Sosa, Elba Escobar, Gledys Ibarra, Tania Sarabia y Beatriz Valdés.

## Muerte
Falleció de un paro respiratorio, a los 72 años, en el Hospital Clínico Universitario de Caracas, en donde había sido ingresada por complicaciones surgidas de un enfisema pulmonar.

## Televisión

### Telenovelas
- 1954. Camay
- 1957. Mayra
- 1961. Cinco destinos ... Leonor
- 1964. Historia de tres hermanas ... Felicia Montero
- 1965. Corazón Salvaje ... Mónica de Molnar
- 1965. La tirana ... Mayra
- 1966. Renzo el gitano ... Adriana/Myosotis
- 1967. La Montonera
- 1968. Mamá trompeta
- 1969. La hija del dolor
- 1969. La cautiva
- 1969. Con toda el alma ... Ana María Guevara
- 1970. La pasionaria
- 1973. Gabriela
- 1973. Crucificada
- 1974. Llanto para una madre
- 1974. Ojo por ojo ... Maigualida
- 1975. Un demonio con ángel ... Elsa
- 1975. El nuevo dorado
- 1976. Páez, el centauro del Llano
- 1976. Ana Isabel, una niña decente
- 1977. La mujer de las siete lunas ... Magdalena
- 1977. Indocumentada
- 1978. Tres mujeres
- 1979. Rosángela ... Griselda
- 1980. Buenos días, Isabel
- 1980. El despertar ... Gertrudis
- 1982. Las tres caras de Eva
- 1986. Enamorada ... Ana Luisa Roldán
- 1987. Inmensamente tuya ... Dulce María de Acosta
- 1988. Amor de Abril ... Fernanda
- 1988. Para toda la vida
- 1990. Pobre diabla ... Alma Farías
- 1994. Peligrosa ... Josefina de Villegas
- 1995. Ka Ina ... Tibisay
- 1996. Quirpa de tres mujeres ...  Mercedes Landaeta
- 1997. Todo por tu amor ... Gisela
- 1999. Toda mujer ... Clara Rosa Arias
- 2000. Amantes de Luna Llena ... Cruz María
- 2002. Las González ... Doña Gonzala

### Unitarios y telefilmes
- 1960. Los árboles mueren de pie ... Isabel
- 1963. La amante inmortal ... Manuela Sáenz
- 1971. Chévere o la victoria de Welington
- 1973. La loca
- 1979. La señora Delia ... Delia
- 1980. Ellos regresan
- 2006. Chao Cristina ... Abuela Endrina

## Películas
- 1964. Acosada ... Elvira
- 1964. El disco rojo
- 1986. Manón ... Obsidiana
- 1988. Con el corazón en la mano